# Festival di Zurigo
Il Festival di Zurigo, noto anche come Festival della Canzone Italiana di Zurigo e Festival della Canzone Italiana in Svizzera, è stata una manifestazione musicale italiana che si svolgeva nella città di Zurigo.

## Storia della manifestazione
Il Festival di Zurigo nacque da un'idea di Giovanni Iviglia in collaborazione con Radio Zurigo, con l'intenzione di promuovere la canzone italiana in Svizzera.
La manifestazione si svolgeva in autunno (nel mese di ottobre o di novembre) e veniva trasmessa sia dalla Rai, dapprima sul Programma Nazionale e successivamente sul Secondo Canale, sia dalla televisione svizzera.
Tra i numerosi cantanti lanciati dalla manifestazione: Anna Identici, Lolita e Michele Accidenti.

## Le edizioni

### 1957
Vedi Festival di Zurigo 1957
- Sabato 12 ottobre, al Kongresshaus (Palazzo dei Congressi) di Zurigo
- Meccanismo: dodici canzoni in gara.
- Vincitore: Carla Boni e Gino Latilla con Tutta colpa della luna
- Orchestre: Orchestra Angelini e Orchestra Impallomeni
- Presentatori: Alighiero Noschese e Adriana Serra

### 1958
Vedi Festival di Zurigo 1958
- Sabato 27 settembre, al Kongresshaus (Palazzo dei Congressi) di Zurigo
- Meccanismo: dieci canzoni in gara; ogni canzone viene eseguita in duplice versione, da un cantante italiano e da uno straniero, in italiano e in una lingua estera (francese, inglese o tedesco).
- Vincitore: Giacomo Rondinella con 'A resatella
- Orchestre: Orchestra Italiana diretta da Eros Sciorilli e Orchestra Radiosa di Monteceneri diretta da Fernando Paggi
- Presentatori: Gianpaolo Rossi e Heidi Abel

### 1959
Vedi Festival di Zurigo 1959
- Sabato 10 ottobre, al Kongresshaus (Palazzo dei Congressi) di Zurigo
- Meccanismo: dieci canzoni in gara; ogni canzone viene eseguita in duplice versione, da un cantante italiano e da uno straniero, in italiano e in una lingua estera (francese, inglese o tedesco).
- Vincitore:
- Presentatori: Raniero Gonnella e Heidi Abel
- Partecipanti:
  - Bella (testo di Danpa; musica di Fabor), eseguita da Gino Latilla con il Poker di Voci
  - Il giramondo, eseguita da Tonina Torrielli
  - L'amore è il più grande ideale, eseguita da Tonina Torrielli
  - La primavera nasce dentro il cuor (testo di Simoni; musica di Savina), eseguita da Edda Montanari
  - Ohè, paisà (testo di Bixio Cherubini; musica di Mario Trama), eseguita da Gino Latilla con il Poker di Voci
  - Zucate 'lluvicciullo (testo di Bixio Cherubini; musica di Carlo Concina), eseguita da Gino Latilla
  - Zucchero filato (testo di Filibello; musica di Fiammenghi e Beltempo), eseguita da Achille Togliani

### 1960
Vedi Festival di Zurigo 1960
- Sabato 8 ottobre, al Kongresshaus (Palazzo dei Congressi) di Zurigo
- Meccanismo: dieci canzoni in gara; ogni canzone viene eseguita da due interpreti.
- Vincitore: Gino Latilla e Duo Fasano con Ciccillo 'a sentinella
- Orchestre: Orchestra Angelini e i complessi Mario Pezzotta e Jolly
- Presentatori: Enzo Tortora, Raniero Gonnella e Heidi Abel

### 1961
Vedi Festival di Zurigo 1961
- Sabato 30 settembre, al Kongresshaus (Palazzo dei Congressi) di Zurigo
- Meccanismo: dieci canzoni in gara; ogni canzone viene eseguita da due interpreti.
- Vincitore: Giacomo Rondinella e Dino Sarti con Pazzianno, pazzianno
- Orchestre: Orchestra Angelini e i complessi Mario Pezzotta ed Enzo Gallo
- Presentatori: Raniero Gonnella e Heidi Abel

### 1962
Vedi Festival di Zurigo 1962
- Sabato 29 settembre, al Kongresshaus (Palazzo dei Congressi) di Zurigo
- Meccanismo: quattordici canzoni in gara; ogni canzone viene eseguita da un solo interprete.
- Vincitore: Tullio Pane con L'ammore avessa essere
- Presentatori: Raniero Gonnella e Heidi Abel

### 1963
Vedi Festival di Zurigo 1963
- Domenica 27 ottobre, al Kongresshaus (Palazzo dei Congressi) di Zurigo
- Meccanismo: Sono presenti quattro giurie, due popolari (una italiana ed una svizzera), una di giornalisti specializzati ed una composta da alcuni presentatori presenti in sala
- Vincitore: Tullio Pane con Eternamente tu
- Presentatori: Raniero Gonnella e Heidi Abel

### 1964
Vedi Festival di Zurigo 1964
- Sabato 31 ottobre, al Kongresshaus (Palazzo dei Congressi) di Zurigo
- Meccanismo: giuria composta da 15 persone, di cui cinque minorenni per rappresentare il pubblico dei giovani
- Vincitore: Michele Accidenti con Adesso comincia la vita
- Presentatori: Raniero Gonnella e Heidi Abel

### 1965
Vedi Festival di Zurigo 1965
- Sabato 20 novembre, a Zurigo
- Meccanismo: giuria internazionale
- Vincitore: Anna Identici con Un bene grande così
- Presentatori: Raniero Gonnella e Heidi Abel

### 1966
Vedi Festival di Zurigo 1966
- Sabato 29 ottobre, al Palazzo dei Congressi di Zurigo
- Meccanismo: giuria composta da 19 persone
- Vincitore: Emanuela Tinti e Ben Venuti con Italia Italia
- Presentatori: Raniero Gonnella e Heidi Abel

### 1967
Vedi Festival di Zurigo 1967
- Sabato 25 novembre, al Velodromo Hallenstadium di Zurigo
- Meccanismo: dieci giurie di varia composizione
- Vincitore: Lolita con La mia vita non ha domani
- Presentatori: Raniero Gonnella e Heidi Abel